# Parafia św. Antoniego Padewskiego w Napierkach
Parafia świętego Antoniego Padewskiego w Napierkach – parafia rzymskokatolicka znajdująca się w archidiecezji warmińskiej, w dekanacie Nidzica. Erygowana 18 października 1977 roku.